# 黒歴史
黒歴史（くろれきし）とは、アニメ作品『∀ガンダム』に登場する用語。作中では、太古に封印された宇宙戦争の歴史のことを指す。
ガンダムシリーズで描かれた物語すべてが含まれると定義されており、『機動戦士ガンダム』の時代である「宇宙世紀」だけでなく、それまでは別系統の異なる世界の作品という扱いだった『機動武闘伝Gガンダム』の「未来世紀」、『新機動戦記ガンダムW』の「アフターコロニー」、『機動新世紀ガンダムX』の「アフターウォー」のほか、以後に発表されたガンダム作品の歴史も含まれる。原作者の富野由悠季は、『∀ガンダム』において「宇宙世紀」も別作品群の世界の歴史も包含し、「黒歴史」として総称するという新たな視点を示した。
そこから転じて「なかったことにしたいこと」または「なかったことにされていること」を意味するインターネットスラングとして使われるようになり、2022年時点では「隠された歴史」という意味でも辞書に掲載されている。

## ガンダムシリーズにおける「黒歴史」
「黒歴史」とは、太古の宇宙文明時代に永きに渡って繰り返されていた数々の宇宙戦争の歴史の総称であり、『∀ガンダム』は黒歴史最後の大災害から復興し、数千年余りの時間をかけ、ある程度の生活・文明レベルを取り戻した「正暦」の時代の物語である。『∀ガンダム』では、黒歴史時代最後のガンダムである∀ガンダムによって地球圏全土にばら撒かれた「月光蝶」なるナノマシンの効果により、人類の文明は甚大な打撃を受け、産業革命以前のレベルまで衰退した文明の様子が描かれている。
『∀ガンダム』監督の富野由悠季は「（「∀」という記号には）“以後”ということも含めてあるので、『∀ガンダム』以降の作品についても認められるようになったわけです。『∀ガンダム』の時代に辿り着くまでには、あと100本の『ガンダム』を作っても余裕がある時間を作ってある」と語っている。設定を担当した森田繁はインタビューに際し、各ガンダム作品を一つの世界に纏めるようオーダーされたために作られた設定であり、制作の折には各作品ごとに10000年の時間が経過した年表を製作したとも語っている。
サンライズ監修の漫画『∀ガンダム 月の風』にて、『機動戦士ガンダムSEED』シリーズの「コズミック・イラ」も含まれるとされた。プラモデル『マスターグレード ターンX』では、『∀ガンダム』より後に発表された『機動戦士ガンダムSEED』、『機動戦士ガンダム00』、『機動戦士ガンダムAGE』の他、今後発表されるであろうガンダム作品も包含されるが、『ガンダムビルドファイターズ』に関しては除くと思われる、と記載されている。また、本編中に描写はないが企画の初期段階では「SDガンダムシリーズ」の世界も包括しているという設定も存在し、SD型のモビルスーツが発掘されるという案もあったと言う。
富野は「『∀ガンダム』以後のガンダム作品を描くとしたら、自分で作るつもりです。そうした設定があるために『∀ガンダム』において、ロランとディアナの物語は完結を迎えましたが、ガンダムについては触れていないんです。マウンテンサイクルという設定も“どこから何年後”という表現を避けるために考えたものなんですよ」とも述べている。
作中で黒歴史を描写する時、決まって流された菅野よう子作の曲も「Black History」と名づけられている。この曲は本作を象徴する音楽として関連作品でも多く用いられている。

### 『Gのレコンギスタ』の時系列設定
『∀ガンダム』の後年に発表された、同じく富野由悠季監督作品の『ガンダム Gのレコンギスタ』の舞台となる「リギルドセンチュリー」は、『∀ガンダム』で描かれる「正暦」よりも前の時代に位置すると公式関連書籍などで紹介されていた。だが後に、富野はトークショーにて『Gのレコンギスタ』は『∀ガンダム』から約500年後頃を想定して制作したと発言している。
同時に富野自身が単独でシリーズ全体の設定を決定する権限がないことにも触れ、「（公式が自身の見解と異なる時系列を発表していたことについて）それはそれでいいんです」「皆さんなりに“ガンダム全史”みたいなものを作っていたたければいい」と前置きしつつも「その時には『Gのレコンギスタ』の位置付けが、今言った所（『∀ガンダム』⇒『Gのレコンギスタ』）に置いていただけたら嬉しく思います」と述べている。この発言を受けて、聞き手を務めていたサンライズの小形尚弘プロデューサーは「色々と整理したいと思いますので、来場者の皆さんは今日聞いたことは一旦胸の内にしまって頂いて。次の何かの機会に、しれっとそうなってる可能性はありますので」と答えた。
富野の構想は、これまで公式が公開してきた時系列の設定（『Gのレコンギスタ』⇒『∀ガンダム』）と異なる上、宇宙世紀を「約1000年前の“前世紀”」「宇宙世紀が滅んでからざっと4000年」「『gレコ』の新世紀から見た『ガンダム』の世界は3000年も4000年も昔の太古の話」として扱う『Gのレコンギスタ』の設定と、宇宙世紀を「約1万年前の“太古”」（『劇場版∀ガンダムII 月光蝶』では約5000年前に変更）として扱う『∀ガンダム』の設定とで矛盾が生じる。だが富野はこの点についても触れており「その時代その作品ごとの観点から“黒歴史”的に見えているだけの話で、劇中で言われる設定年数は関係がない」旨を述べており、上記の通り事実、劇中の設定年数に関しての富野の発言もその時々によって一定ではない。この富野の発言を受けるならば『Gのレコンギスタ』は『∀ガンダム』の後年の物語となり黒歴史には含まれないことになる。

### 作品内での描写
『∀ガンダム』の舞台となる正暦世界において、黒歴史は月の民たちの間でも限られた者しか、触れることは許されなかった。アグリッパ・メンテナーらメンテナー一族が管理を行っており、「冬の宮殿」において封じられていた。ムーンレィスと地球の人々との紛争の渦中、月の女王ディアナ・ソレルたちの前で黒歴史の記録映像として過去のガンダムシリーズの宇宙戦争が映された。
作中では、過去のガンダムシリーズと繋がっているかのような文物がいくつも登場する。また、『∀ガンダム』の時代・正暦2343年は『機動戦士ガンダム』などの舞台であった「宇宙世紀」から約1万年後の物話であることが語られており、黒歴史の一部はマニューピチにてガンダムシリーズの始まりから世界の終わりまでを抽象的に物語ったものとして伝わっている。
記録映像中では、かつてニュータイプと呼ばれた人々を中心とする宇宙移民者たちは、歴史の半ばで地球圏と袂を分かち、スペースコロニーごと外宇宙へと新天地を求め去っていたことも語られている。遥か未来、その彼方の異文明から当時の地球へと偶然漂着したのがターンXであり、自らの意思で外宇宙から地球圏へと帰還を試みた一団が、後のムーンレィスの祖先達だったと語られている。
『月の風』によれば、彼らは空間跳躍技術を確立し、宇宙全土を舞台に文明の域を広げ、独自の進化を続けたとされる。
『∀ガンダム全記録集』では、「超光速推進機関」「ナノマシン」の実用化や「超空間交通システム」による太陽系と他恒星系移民者との交流といった高度な技術・文明の歴史が記載されている。それらに関連する出来事として「超空間擾乱」（超空間交通システムによる太陽系と他恒星系の交流を妨げていた何らかのテロ・災害・戦乱）や、「DG細胞災害」（自己増殖・自己進化・自己修復による環境汚染回復を目的としたナノマシンのプログラムにテロリストが介入することで起きた第一級テクノハザード）などの人災・災害も過去に起きたとされている。
福井晴敏著『月に繭 地には果実』では、「冬の城」のビジュアル・データ室でディアナが明かす黒歴史の範囲は『Vガンダム』までに言及しているものの、それ以降のオルタナティブシリーズについては描写がない。また、映像と共にギレンやハマーン、シャアたちの演説が次々と流されていき、最終的にはファーストガンダムの映画版『機動戦士ガンダムIII めぐりあい宇宙編』でのララァ・スンの言葉へと結実するという小説版独自の描写が為されている。
『GAME'S MsV』では、『SDガンダム GGENERATION DS』に登場した「トライア（センチュリオ・トライア）」の資料がエイジア大陸のロストマウンテンから発掘されたとしている。同系列機の「センチュリオ・アウジリス」は遥か昔の黒歴史時代に人類に大きな恐怖を与えたという伝承が残されている。
U.C.ガンダムBlu-rayライブラリーズ映像特典『機動戦士ガンダム 光る命 Chronicle U.C.』において、∀ガンダムが月光蝶を発動し宇宙世紀の文明を消し去る様子が描かれており、その後GガンダムからGのレコンギスタまでの歴史が続いていっていることがイメージ映像として描写された。
『ガンダムトライエイジ』ではカード内のフレーバーテキストでは、キエルやギンガナムなど∀ガンダムのキャラ達が上記の冬の宮殿の映像や資料の中で『SEED』『00』『UC』『鉄血』など∀ガンダム以降の作品に登場したMSについて言及している。
黒歴史の遺物には多数の技術の情報も残されており、地球の産業革命を志すグエン・サード・ラインフォードはギンガナム側に寝返ってまで、この技術を手に入れようと画策した。そしてこれらの黒歴史は紛争終結後にディアナの意向により開放され、民衆の目に触れることとなった。

### 黒歴史の遺産
『∀ガンダム』の世界には、超古代文明によるオーバーテクノロジーとして「黒歴史の遺産」と呼ばれる種々の機器が登場する。最も代表的なものは「機械人形」と呼ばれる巨人のような兵器で、これは黒歴史とされる過去の時代においてモビルスーツ（MS）と呼ばれていた人型有人機動兵器である。これは遠い過去に月光蝶によって埋葬され、『∀ガンダム』の時代において「マウンテンサイクル」と呼ばれる場所からほぼそのままの状態で発掘された。機械人形以外にも、移動要塞や宇宙戦艦などといった大型の乗り物も発掘されている。これらは科学力がムーンレィスに比べて大きく遅れている地球の人々の貴重な戦力として活躍している。
黒歴史の遺産としては、「ボルジャーノン」と呼ばれる「ザク」や、「カプール」にそっくりな姿をした「カプル」など「宇宙世紀」と呼ばれた時代の兵器が数多く発掘されている。他にも「ズサ」に似ている「ズサン」も登場している。また宇宙世紀以外の時代についても、型式番号がネオジャパン製MAの命名規則に従っている「ウォドム」や型式番号の命名規則やコクピット構造が新連邦製の「ゴッゾー」などそれぞれの時代に使われた何らかのものに近いものが何らかの形で登場している。
そして月光蝶により過去の歴史を「黒歴史」として埋葬したとされている∀ガンダムとターンXの2機のMS、「黒歴史」時代から数千年以上に渡って地球軌道上に浮かび続ける軌道エレベータ「ザックトレーガー」など過去のガンダムシリーズにおいて描かれていない機器も「黒歴史の遺産」として登場している。

## インターネット用語としての「黒歴史」
上記から転じて、主に漫画やアニメに属する分野などを中心に、非常に面白くなかったりファンの期待を裏切った作品・設定などを指して、「なかったことにしたいこと」または「なかったことにされていること」などの意味で、黒歴史という言葉が使われるようになった。
さらにそこから転じて、「自分自身の他人に触れられたくない、あるいは自分でも恥ずかしく思う自分の過去」のことを「黒歴史」と呼ぶようになった。これは俗に言う中二病（廚二病）やヤンキーだったころの自分や、自作の小説・ポエム・音楽・同人誌などを指すことが多い。さらには、ベテラン芸能人の若かりしころのアイドル時代や、子供時代などに太っていたころの写真なども、よく挙げられる。
当初は、アニメを中心とするサブカルチャーやそれに類する分野を中心に、それらのファンたちにより劇中用語を引用して隠語的に使用されていたものであったが、電子掲示板などで広く普及し、ネットスラングとして定着した。さらに元の由来を知らない人々人にも俗語として一般的に使われるに至った。一例として『朝日新聞』2013年9月8日付「天声人語」では「黒歴史」を「人に言えない、知られたくない過去、なかったことにしたい失敗など」と定義し、由来は「人気アニメで使われていた用語が、意味を転じつつ俗語として広がった」としている。

### 商品名における「黒歴史」
- 2017年には、日清食品が発売当時売れなかった3商品「サマーヌードル」「どん兵衛 だし天茶うどん」「熱帯U.F.O.」を、「黒歴史トリオ」として発売した[20]。あえて黒歴史と名乗る自虐的な命名がSNSで大きな話題にはなったが、売れ行きはさっぱりであった[21]。
- 北海道の沿岸バスでは、開拓時代の囚人使役・タコ部屋労働や黒いダイヤと呼ばれる石炭を「黒歴史」になぞらえて、炭鉱跡などを巡るバスツアーを企画している。

## 日本語以外の用法

### 英語圏
英語での "Black history" は『∀ガンダム』とは無関係に、同じ意味で使われるほか、「黒人の歴史」を意味することがある。そのため、英語版『∀ガンダム』では「黒歴史」の英訳として「Black history」ではなく「Dark history」を用いている。

### 漢字文化圏
中国や韓国などの漢字文化圏では、「黒歴史」の単語がそのまま各国の言語読みで使われている。
特に韓国では「なかったことにしたい、忘れたいほど恥ずかしい過去」という意味の言葉として中高年層にも浸透しており、ニュースなど公的の場でも使われることがある。